# Castello di Wiesenau
Il castello di Wiesenau (in tedesco Schloss Wiesenau) si trova nell'omonima frazione del comune austriaco di Bad Sankt Leonhard im Lavanttal nel Distretto di Wolfsberg appartenente al Land della Carinzia e la sua storia inizia nel XVI secolo.

## Storia
Il castello di Wiesenau fu costruito intorno al 1579 dal commerciante Sigmund von Pain, che si era arricchito grazie alle miniere circostanti, in stile tardo rinascimentale e poiché non ci sono informazioni dell'esistenza sul sito di un edificio precedente fu una struttura completamente nuova. La famiglia Pain si estinse col figlio di Sigmund Seyfried-Friedrich che morì in miseria a Wolfsberg nel 1652 perché aveva fatto investimenti sbagliati ed era fallito già nel 1615. Nei due secoli successivi i proprietari cambiarono più volte sino a quando, nel 1814, Johann Soellner, direttore della fabbrica di biacca di Wolfsberg a Wiesenau, lo acquistò all'asta pubblica. Fece restaurare l'edificio già piuttosto fatiscente e vi sistemò un'azienda agricola che per quei tempi era all'avanguardia, specializzata nella frutticoltura, tanto che anche la Casa imperiale di Vienna vi mandava occasionalmente i suoi giardinieri per aggiornarli. La moglie Elisabeth Soellner-Fortschnigg era nota per il suo salotto culturale e scientifico, il cosiddetto Wiesenauer Kreis, al quale partecipavano noti filosofi e scienziati del periodo, in contatto con Johann Benjamin Erhard, Immanuel Kant, Friedrich Schiller e altre importanti personalità tra le quali lo stesso arciduca Giovanni d'Asburgo-Lorena. L'astronomo della corte imperiale asburgica Johann Tobias Bürg visse nel castello come ospite frequente e poi permanente fino alla sua morte avvenuta nel 1834 e per lui era stato allestito un osservatorio privato nel sottotetto del castello. Con la morte di Bürg e il suicidio di Elisabeth Söllner nel 1826 il circolo si sciolse. Il genero di Johann Soellner nel 1847 vendette il castello al conte Hugo Henckel von Donnersmarck, e la famiglia von Donnersmarck ne mantenne la proprietà sino al 1929. A loro succedette la duchessa Olga von Leuchtenberg, che poi vendette la tenuta all'HESPA (ufficio acquisti legno delle cartiere svizzere) di Lucerna nel 1933. Il castello venne ristrutturato in particolare nei suoi interni per renderlo adatto alle funzioni amministrativa della compagnia. Quando nel 1997 HESPA vendette le sue enormi proprietà forestali austriache fu l'industriale carinziano del legno Hans Tilly che acquisì l'enorme tenuta ed il castello che in seguito è stato perfettamente restaurato ed è stato adibito prevalentemente ad uso abitativo.

## Descrizione

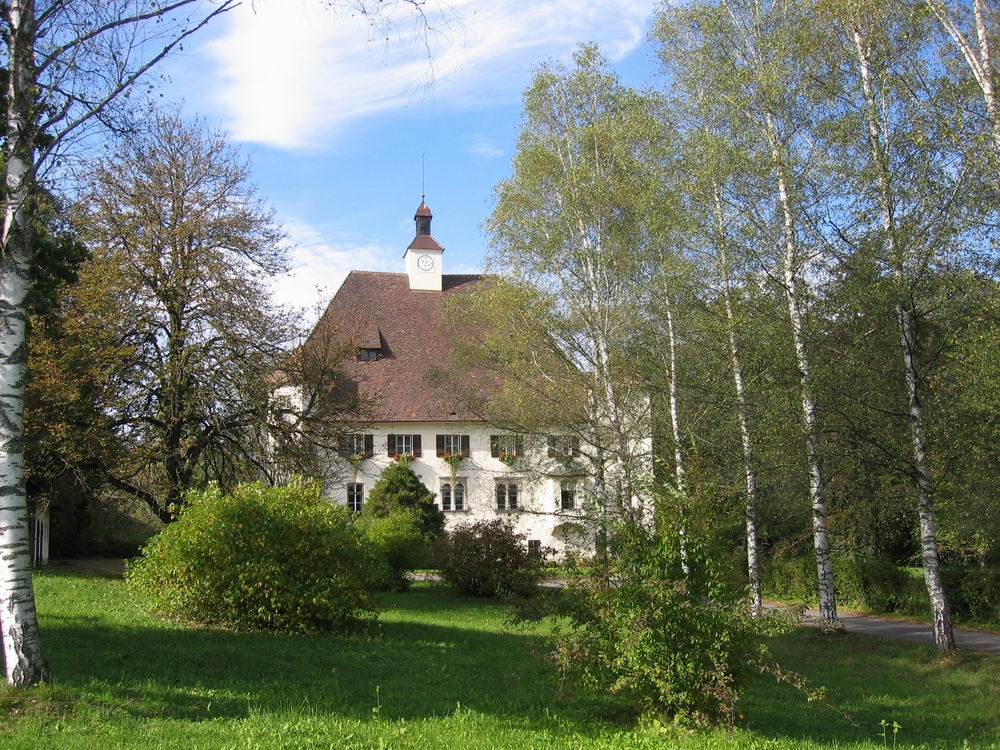
Il castello di Wiesenau nel suo parco

Il castello si trova a Wiesenau, frazione del comune austriaco di Bad Sankt Leonhard im Lavanttal nel Distretto di Wolfsberg appartenente al Land della Carinzia. Il castello viene giudicato uno degli edifici rinascimentali più belli della valle del Lavant. Si sviluppa su tre piani con un altissimo tetto a padiglione sormontato da una torretta in legno. Nella facciata principale mostra un orologio. Ha una pianta quasi quadrata con quattro torri angolari, tre delle quali poste ad angolo. Il portale in pietra con arco a tutto sesto è leggermente sporgente ed è sormontato al primo piano da due finestre a bifora accanto alle quali si trova un piccolo bovindo su mensole. Nella torre sud ovest è murata un'antica pietra rfefrattaria da stufa con lo stemma del costruttore e l'anno 1579.  Nell'atrio inferiore e nello scalone è visibile una piccola raccolta di monumenti funerari di epoca romana provenienti da un insediamento vicino e recuperati durante gli scavi legati all'estrazione dell'oro, praticata anche in epoca romana. Il castello è circondato da un piccolo parco ben curato purtroppo limitato da un'enorme area di stoccaggio del legno e dalla linea ferroviaria.

### Bene architettonico tutelato
Il castello di Wiesenau è stato posto sotto tutela dei monumenti da parte della Repubblica austriaca col numero 34177.